# Ernst Wilhelm Rembert von Ungern-Sternberg
Ernst Wilhelm Rembert von Ungern-Sternberg, Эрнест Романович Унгерн-Штернберг, Ernst Wilhelm Rembert Freiherr von Ungern-Sternberg, Ernst Vilhelm Rembert von Ungern-Sternberg (ur. 5 listopada 1794 w Meselau w Inflantach, zm. 5 czerwca 1879 w Dreźnie) – rosyjski prawnik, arystokrata, dyplomata i urzędnik konsularny.

## Życiorys
Pochodził ze starej rodziny magnackiej, wywodzącej się od Johanna Sternberga, który w 1211 przeniósł się z Węgier do Inflant. Rodzicami byli: Reinhold Gustav Wilhelm v. Ungern-Sternberg, sędzia (1769-1801) oraz Dorothea v. Ungern-Sternberg, z.d. v. Jarmerstedt (1766-1842).
Studiował prawo na uniwersytecie w Dorpacie (1811-1813). Służył w Armii Carskiej m.in. w stopniu chorążego artylerii (1813-1814) we Francji. Do rosyjskiej służby zagranicznej wstąpił w 1814, m.in. pełniąc funkcję urzędnika poselstwa w Madrycie (1821-), I sekretarza w Londynie (1825-) i Berlinie (1826-), urzędnika Dworu Carskiego (Высочайший Двор) (1832-), ministra-rezydenta/konsula generalnego w Krakowie (1835-1846), posła w Kopenhadze (1847-1860) i przy Związku Niemieckim we Frankfurcie nad Menem (1860-1866). W 1866 przeszedł na emeryturę.